# Lori Fung
Pour les articles homonymes, voir Fung.
Lori Fung, (21 février 1963 à Vancouver, Canada - ) est une gymnaste canadienne retraitée et une entraîneuse de gymnastique.

## Biographie
Fung est née à Vancouver, Colombie-Britannique. Aux Jeux olympiques d'été de 1984, elle remporte la première médaille d'or de l'histoire des olympiques en gymnastique rythmique, la discipline n'étant autrefois admise. En 1987, elle se rend aux Championnats du monde de Varna en Bulgarie, mais ne participera pas en raison d'une appendicite. Elle prend sa retraite en 1988.

## Distinctions
- En 1985, elle devient membre de l'Ordre du Canada;
- En 1985, elle est inscrite au Panthéons des sports de la Colombie-Britannique;
- En 1990, elle reçoit l'Ordre de la Colombie-Britannique;
- En 2004, elle est inscrite au Panthéon des sports canadiens.